# Јапиг
Јапиг (грч. Ἰάπυξ) је у грчкој митологији било име више личности.

## Митологија
1. Био је Ликаонов син и краљ Апулије. Браћа су му била Даун и Пеукет и са њима је превео илирску војску у јужну Италију, где су основана три краљевства — Месапија, Даунија и Пеукетија, једним именом названа Земља Јапига.[1] Према другим ауторима, био је са Крита, Икаријев брат и можда син Дедала и неке Крићанке. За Крићане који су се населили у Италији је зато постојао назив Јапизи.[2]
2. У музеју Pio-Clementinum постоји споменик на коме су на грчком и латинском језику исписана имена богова ветрова, те је и Јапиг једно од њих.[3]
3. Јапиг или Јапис је био Јас (он)ов син, кога је волео Аполон и зато је желео да му да дар прорицања и лиру, али је Јапиг, желећи да продужи живот свом оцу, пожелео да има дар лечења других. Лечио је Енеју од ране коју је задобио у борби са Латинима.[4]